# Roberto Castro
Roberto Castro, né le 23 juin 1985 à Houston au Texas, est un golfeur professionnel américain jouant sur le PGA Tour.

## Carrière amateur
Pendant sa carrière universitaire, il joue dans l'équipe de Georgia Tech de 2004 à 2007. Il est nommé dans la première équipe All-American en 2005, dans la seconde en 2007 et avec mention honorable en 2004 et 2006. Il est aussi nommé dans l'équipe type de l'Atlantic Coast Conference (ACC) lors de ses quatre années d'étude à Georgia Tech, et est nommé "Rookie de l'Année" en 2004. Il remporte le Puerto Rico Classique en 2007. Il remporte la même année le Byron Nelson Award, prix donné par la nation aux golfeurs Senior[Quoi ?].
En 2005, il est le capitaine de l'équipe américaine lors de l'Arnold Palmer Cup, battant l'Europe sur un score de 14-10. Il est également membre de l'équipe en 2006, pour une défaite 19½ – 4½.
En 2008, il reçoit le prix Top VIII Award de la NCAA.

## Carrière professionnelle
Castro a joué sur le EGolf Professional Tour, la troisième division américaine, de 2007 à 2010, remportant cinq épreuves au cours de cette période. Il joue douze tournoi sur le Nationwide Tour (en), la deuxième division, en 2010, avec pour meilleur résultat une deuxième place lors du Preferred Health Systems Wichita Open. En 2011 il joue sa première année complète sur le Nationwide Tour, et fini quatre fois dans le top-10 et se classe 23e de l'Ordre du Mérite. Cela lui permet d'obtenir une carte partielle sur le PGA Tour pour la saison 2012. Grâce à une treizième place lors de la Qualifying School, il améliore ses droits de jeu sur le PGA Tour. Le 9 mai 2013, il score 63 lors du premier du Players Championship  égalant le record de Fred Couples (1992) et Greg Norman (1994). Il obtient son meilleur résultat sur le PGA Tour en juin 2013, lorsqu'il termine deuxième à trois coups derrière Bill Haas (en) lors de l'AT&T National. Il termine deuxième de nouveau en 2016, après avoir perdu en playoff lors de la Wells Fargo Championship contre James Hahn.

## Vie personnelle
Son père est né au Pérou et sa mère est originaire du Costa Rica. Il est le neveu de l'ancienne golfeuse Jenny Lidback du circuit LPGA. Roberto Castro a deux frères plus jeunes, qui joue également au golf. Alex Castro a joué pour l'Université d'État de Géorgie de 2007 à 2011 et son plus jeune frère, Franco Castro, a commencé sa carrière à LSU avant d'être transféré à l'Université de Caroline du Nord à Charlotte en 2012. Castro et sa femme Katie résident à Atlanta, en Géorgie.

## Victoire en tant qu'amateur
- AJGA Plus Greensboro Chrysler Junior (2001)

## Victoires en tant que professionnel
Playoff sur le PGA Tour (0-1)
| Pas de. | Année | Tournoi                  | Adversaire | Résultat                                              |
| ------- | ----- | ------------------------ | ---------- | ----------------------------------------------------- |
| 1       | 2016  | Wells Fargo Championship | James Hahn | Perdu à la hauteur sur le premier trou supplémentaire |

### eGolf Professional Tour
- Spring Creek Classique (2007)
- River Hills Ouvrir (2008)
- Spring Creek Championnat, Le Championnat de Savannah Harbor (2009)
- Savannah Quarts Classique (2010)

### Autres
- Georgia Open (2009)

## Résultats en Majeurs
| Tournoi               | 2012 | 2013 | 2014 | 2015 | 2016 | 2017 |
| --------------------- | ---- | ---- | ---- | ---- | ---- | ---- |
| Masters               | DNP  | DNP  | CUT  | DNP  | DNP  | CUT  |
| US Open               | CUT  | DNP  | CUT  | CUT  | DNP  | CUT  |
| Open Britannique      | DNP  | DNP  | CUT  | DNP  | DNP  | CUT  |
| Championnat de la PGA | DNP  | T12  | CUT  | DNP  | T66  | DNP  |

DNP = N'a pas joué
CUT = Raté la moitié coupé
"T" indique une égalité pour une place
Fond jaune pour le top-10